# José Ochoa
José Antonio Ochoa (ur. 2 lutego 1972) – wenezuelski zapaśnik. Olimpijczyk z Atlanty 1996, gdzie zajął szesnaste miejsce w kategorii 48 kg w stylu klasycznym.
Siódmy i ósmy na igrzyskach panamerykańskich w 1995. Brązowy medal mistrzostw panamerykańskich w 1993 i srebrny na igrzyskach boliwaryjskich w 1993. Triumfator igrzysk Ameryki Południowej w 1994 roku.